# Cam Ranh nemzetközi repülőtér
A Cam Ranh nemzetközi repülőtér (IATA: CXR, ICAO: VVCR) Vietnám egyik nemzetközi repülőtere, amely South Central Coast közelében található. Éves utasforgalma 8 300 000 fő (2018).

## Futópályák
A repülőtér futópályái:
- 02L/20R (3,048 m, 46 m, beton)
- 02R/20L (3,048 m, 46 m, beton)

## Forgalom
Az utasforgalom az elmúlt években az alábbi módon változott:
| Utasok száma | 683 000 | 1 000 000 | 1 095 776 | 1 509 212 | 2 062 494 | 2 722 833 | 4 858 362 | 6 500 000 | 8 300 000 | 10 000 000 |
|              | 2008    | 2011      | 2012      | 2013      | 2014      | 2015      | 2016      | 2017      | 2018      | 2019       |